# Mões
Mões is een plaats (freguesia) in de Portugese gemeente Castro Daire en telt 2.109 inwoners (2001).